# 網紋蝴蝶魚
網紋蝴蝶魚，俗名網紋蝶，為輻鰭魚綱鱸形目蝴蝶魚科的其中一種。

## 分布
本魚分布於太平洋區，包括日本、台灣、菲律賓、越南、印尼、澳洲、帛琉、東加、馬里亞納群島、馬紹爾群島、新喀里多尼亞、關島、庫克群島、斐濟、夏威夷群島、薩摩亞群島、法屬波里尼西亞等海域。

## 深度
水深1至20公尺。

## 特徵
本魚體圓形，體側每一鱗片具淡色斑，形成約20條斜向後上方點紋且成網狀，故名。臀鰭與尾柄為黑色，尾鰭灰色，眼帶前後各具一淡色。背鰭硬棘12至13枚、軟條26至29枚；臀鰭硬棘3枚、軟條20至22枚。體長可達18公分。

## 生態
本魚棲息在向海的礁石區，偶爾會在潟湖中發現，肉食性，以珊瑚蟲為主食，經常成對出現。

## 經濟利用
為高價值的觀賞魚類，不供食用。